# NGC 3522
NGC 3522 este o galaxie eliptică situată în constelația Leul. A fost descoperită în 26 aprilie 1883 de către Lewis A. Swift. Se află la o distanță de 25,23 de megaparseci de Pământ.